# Valérie Simonnet
Valérie Simonnet (ur. 11 maja 1961) – francuska kolarka szosowa i torowa, brązowa medalistka szosowych mistrzostw świata.

## Kariera
Największy sukces w karierze Valérie Simonnet osiągnęła w 1989 roku, kiedy wspólnie z Cécile Odin, Catherine Marsal i Nathalie Cantet zdobyła brązowy medal w drużynowej jeździe na czas podczas szosowych mistrzostw świata w Chambéry. Ponadto Simonnet zajęła między innymi pierwsze miejsce w Tour Cycliste Féminin de la Drôme w 1990 roku i trzecie w klasyfikacji generalnej Tour de Bretagne rok wcześniej. Kilkakrotnie zdobywała medale mistrzostw kraju, zarówno w kolarstwie szosowym, jak i torowym. Nigdy nie wzięła udziału w igrzyskach olimpijskich. 